# HD 213240
HD 213240は、つる座の方角に約133光年の距離にある主系列星である。太陽よりも、金属量に富んでいる。
| 太陽 | HD 213240 |
| ---- | --------- |
| 太陽 | Exoplanet |

## 連星系
2005年、HD 213240から96秒離れた赤色矮星2MASS J22310826-4926566が、HD 213240と固有運動を同じくする伴星であることが発見された。離角と年周視差から推定される主星と伴星の実際の距離は、約3,900AUで、伴星の質量は太陽質量の0.146倍と見積もられている。

## 惑星系
ジュネーブ系外惑星探索により、2001年に周囲を公転する惑星が発見された。
| 名称 （恒星に近い順） | 質量             | 軌道長半径 （天文単位） | 公転周期 (日) | 軌道離心率    | 軌道傾斜角 | 半径 |
| --------------------- | ---------------- | ----------------------- | ------------- | ------------- | ---------- | ---- |
| b                     | > 4.72 ± 0.40 MJ | 1.92 ± 0.11             | 882.7 ± 7.6   | 0.421 ± 0.015 | —          | —    |